# Circo romano

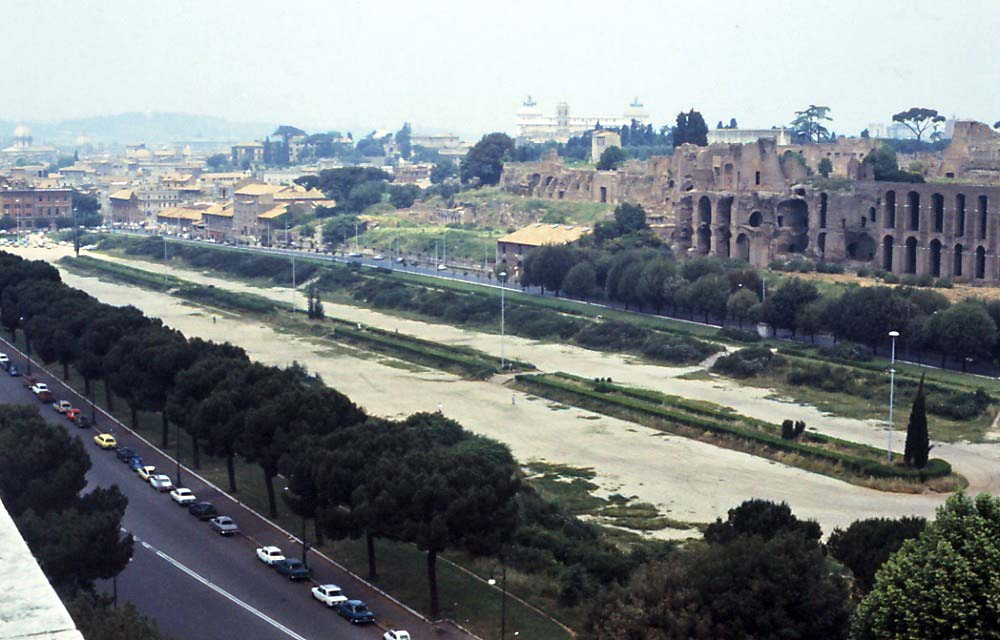
Circo Máximo, em Roma, o maior e o mais antigo de todos os circos romanos. O local onde ficava a espina é claramente visível no meio da pista.

Circo romano (em latim: circus, "círculo") era um grande espaço de eventos a céu aberto utilizado para diversos fins na Roma Antiga. Eram similares aos antigos hipódromos gregos, mas os circos eram mais versáteis e diferiam também no formato e na construção. Circos, teatros e anfiteatros eram os principais espaços de entretenimento da época. Nos circos eram realizadas corridas de carros puxados por dois cavalos (corridas de bigas) ou por quatro cavalos (quadrigas), conduzidos por cocheiros profissionais (aurigae), corridas de cavalos e grandes comemorações imperiais.
Segundo Edward Gibbon, no capítulo XXXI de "A História do Declínio e Queda do Império Romano", os romanos, no início do século V, "...ainda consideravam o circo como sua casa, seu templo e a sede da república".

## Formato arquitetural

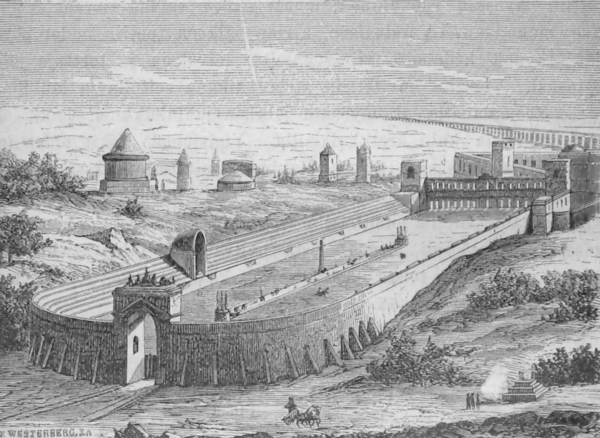
Representação artística do Circo de Maxêncio. Na espina estão visíveis as duas metas, que marcavam os pontos de virada dos corredores. No fundo, os carceres ("portões de largada").

O espaço de eventos de um circo romano era, normalmente, apesar de seu nome, um retângulo oblongo com duas seções retas (pista) separadas por uma faixa elevada no meio com o comprimento de cerca de dois terços da pista. Em uma das extremidades há uma seção semicircular e na outra, uma seção de pista fechada (na maior parte das vezes) por um portão de largada conhecida como carceres, o que fechava um circuito para corridas. O Circo de Maxêncio foi a epítome deste tipo de design.
Esta seção mediana era chamada de espina (em latim: spina) ou espinha e geralmente era decorada por colunas, estátuas e obeliscos. Os pontos de virada nas duas extremidades da espina eram geralmente decorados por postes cônicos chamadas metas.
Este espaço onde se realizavam as corridas era geralmente rodeado por uma arquibancada ascendente ao longo das duas seções retas e na seção semicircular. Este espaço era por vezes interrompido por aberturas que davam acesso ao público vindo da rua ou para a criação de plataformas especiais para dignitários ou oficiais. O Circo de Antinópolis (Egito) apresenta um espaço único de cerca de 50 metros entre os carceres e o começo da arquibancada ascendente sem nenhuma estrutura construída no local, o que parece ter sido uma exceção.
A grande maioria dos circos seguem este estilo básico. Os que não, apresentam duas variações: há os que são similares ao Circo de Emérita Augusta (Mérida, Espanha), no qual a extremidade dos carceres é substituída por uma estrutura ligeiramente curva ligada às seções retas das arquibancadas ascendentes por cantos curvos também com assentos e há uns poucos nos quais a extremidade dos carceres foi substituída completamente por uma outra estrutura semicircular, resultando numa arena com formato oval. Estes últimos são normalmente pequenos, como em Nicópolis (Grécia) e Afrodísias (Turquia) e provavelmente poderiam ser considerados como estádios.
Estes estádios são edifícios similares geralmente utilizados para eventos de atletismo no estilo grego. Apesar da similaridade no design, eram estruturas tipicamente menores que os circos. Contudo, a distinção não é clara, como por exemplo no Estádio de Domiciano.

## Características comuns

### Datas
Diferentemente de outras grandes estruturas romanas, os circos frequentemente evoluíram por longos períodos de templo a partir de uma pista de corridas simples num descampado. Com o passar das gerações, arquibancadas de madeira foram sendo acrescentadas (geralmente eram consumidas por incêndios ou desmoronavam por falta de manutenção) até que finalmente uma estrutura em cantaria era construída. Apesar de alguns circos, como o Circo Máximo, terem existido de alguma forma já em 500 a.C., a maior parte deles foram construídos entre 200 a.C. e 200 d.C..

### Dimensões

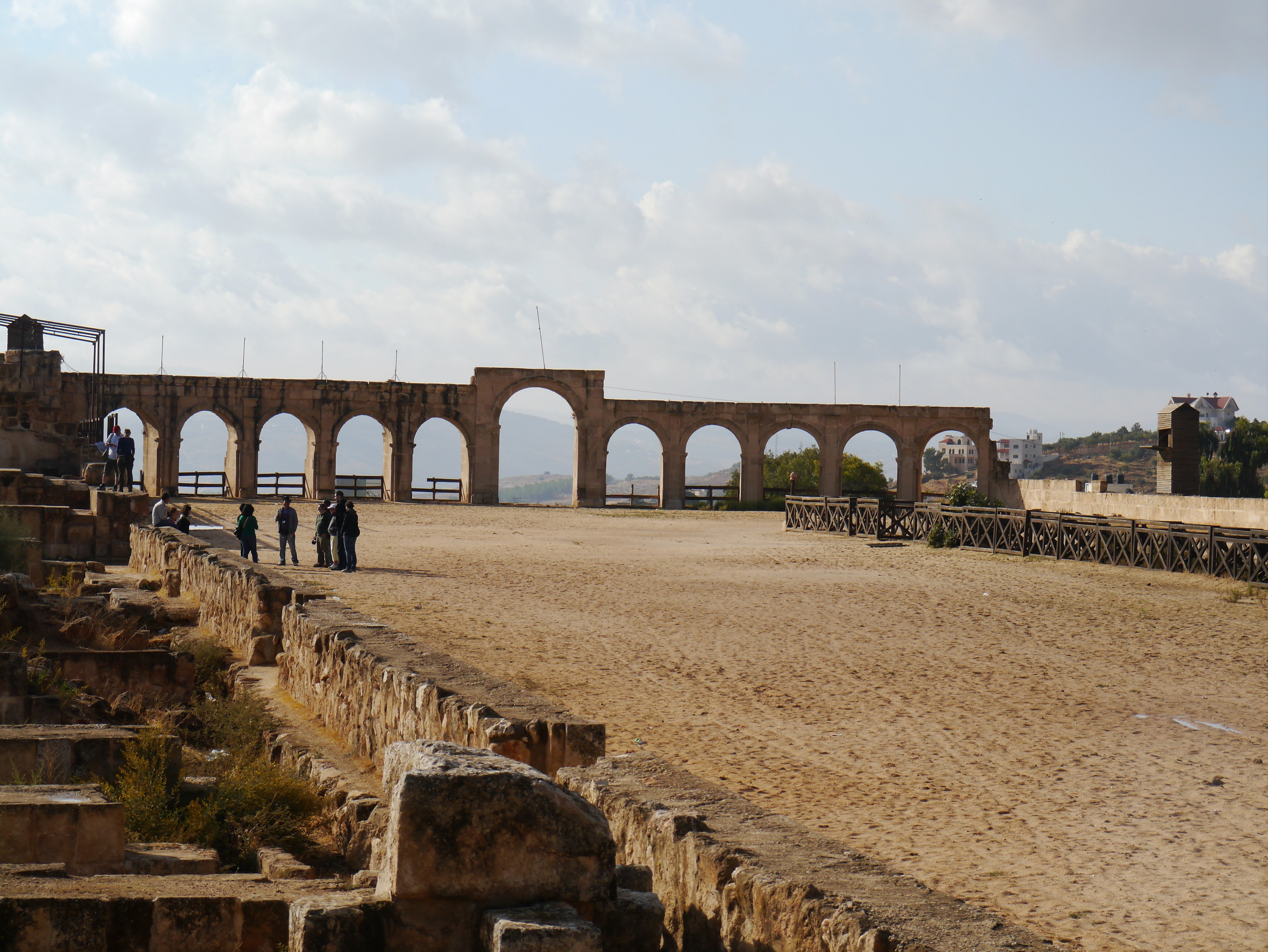
Carceres (portões de largada) do Circo de Gérasa, na Jordânia

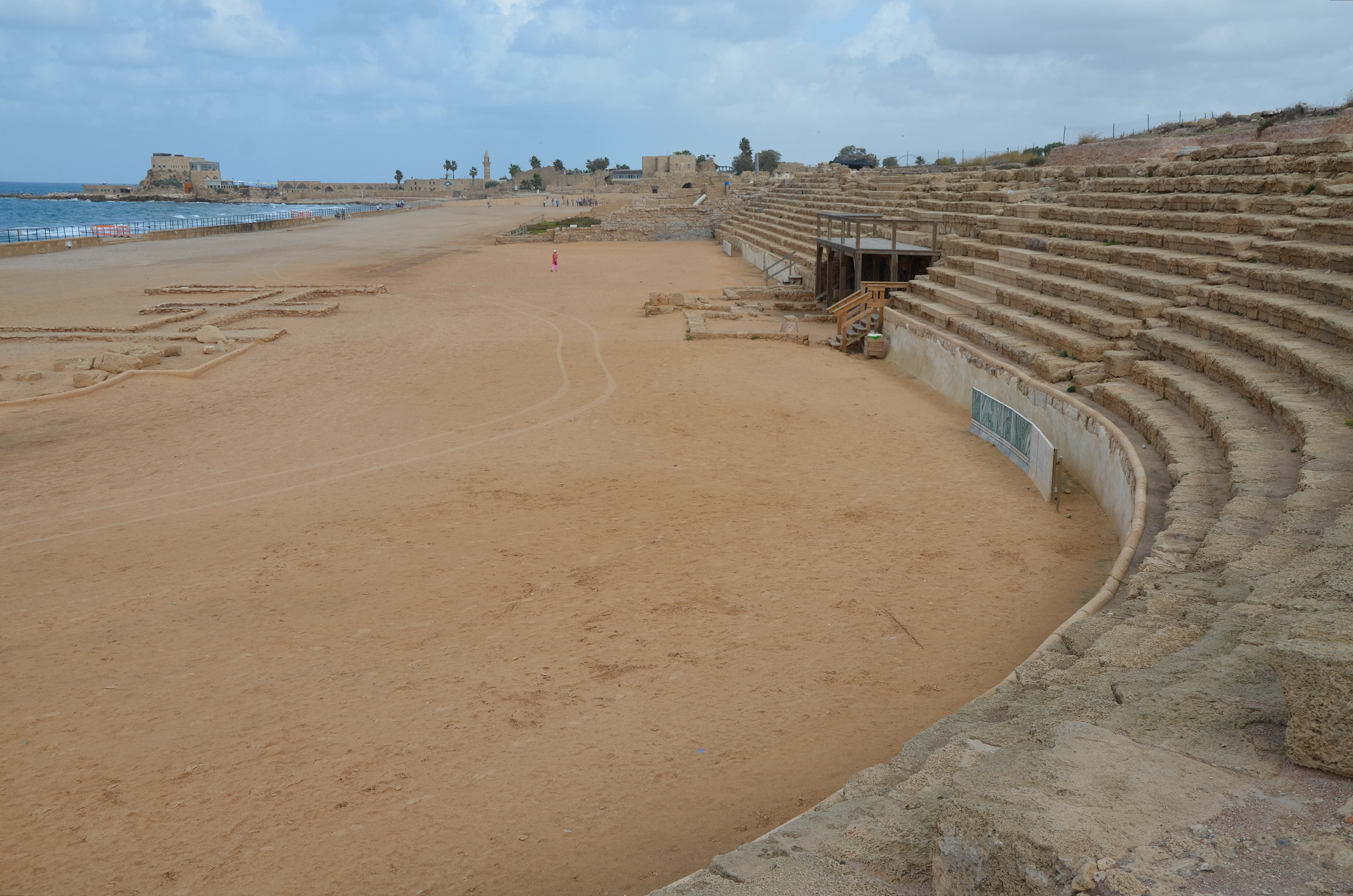
Circo de Cesareia Marítima (costa), construído por Herodes, o Grande.

A comparação entre as dimensões de um circo pode ser feita de duas formas: pelo comprimento da pista e pelo número de espectadores. Outras dimensões, como o comprimento da estrutura externa, podem variar consideravelmente dependendo da cidade, do local e de outras características arquitetônicas.
A forma mais simples é o comprimento da pista, facilmente mensurável pois só depende de escavações de pequenas proporções de cada um dos lados da espina. Por isso, essa medida pode ser obtida mesmo quando o circo está enterrado sob outras construções. Os comprimentos variam de 245 metros (Gérasa, Jordânia) até os 621 metros do Circo Máximo.
A segunda forma, a capacidade em número de espectadores, é muito mais complexa de se obter, pois requer que as dimensões vertical e horizontal da arquibancada ascendente sejam determinadas. Em muitos casos, a estrutura foi destruída ou sua medição requereria escavações de grande porte. As capacidades variam de 15 000 pessoas (Gérasa) até 150 000 no Circo Máximo.

### Orientação
Aparentemente não havia uma orientação específica a ser seguida na construção dos circos. Os que foram identificados apontam sua extremidade semicircular para todas as direções, incluindo: norte (Gérasa), nordeste (Antinópolis), leste (Circo de Maxêncio), sudeste (Circo Máximo), sul (Tiro, Líbano), sudoeste (Gortina, Grécia) e oeste (Circo de Nero).

### Localização relativa
Os circos podem ser encontrados em três tipos distintos de locais em relação às cidades que serviam:
- Fora das muralhas, com distâncias variando de 300 metros (Gérasa) até 1,5 quilômetro (Circo de Léptis Magna, Líbia).
- No interior das muralhas, mas fora do centro, como em Salonica (Grécia).
- No interior das muralhas e no centro da cidade, como parte de sua estrutura monumental principal, como em Sírmio (Sérvia) e Tarraco (Espanha).

### Carceres
Os carcerces, ou portões de largada, tinham um formato peculiar, ligeiramente curvado e inclinado projetado para compensar o que, de outra forma, seria uma diferença importante nas distâncias percorridas pelos competidores que corriam por dentro e os que corriam por fora da espina. Esta inclinação indica que as corridas ocorriam no sentido anti-horário.
A forma dos carceres parece ter sido padronizada por todo o mundo romano. Esta similaridade sugere que eles eram construídos seguindo fórmulas matemáticas específicas para garantir a igualdade na disputa. Contudo, não existe documentação que ateste a existência dessas fórmulas ou mesmo de um padrão específico.
Os melhores exemplos sobreviventes estão em Gérasa, na Jordânia, e no Circo de Maxêncio.